# Friedrich Duss
Friedrich Duss (* 28. März 1895 in Neubulach; † 12. April 1972 ebenda) war ein deutscher Unternehmer und Gründer der Friedrich Duss Maschinenfabrik.
Mit dem Aufbau seines Fabrikbetriebes aus kleinen Anfängen hat Friedrich Duss einen wesentlichen Beitrag zum Gedeihen der Stadt Neubulach durch die Schaffung von Arbeitsplätzen beigetragen. Nicht wenige junge Bürger fanden bei ihm einen Ausbildungsplatz in begehrten Metallberufen. Die Schaffung von Kindergarten und Schule, sowie die Arbeit der Kirche und der örtlichen Vereine sind seiner Unterstützung und der Gewerbesteuer aus seinem Betrieb zu verdanken. Durch Gemeinderatsbeschluss vom 22. Januar 1965 wurde Friedrich Duss in Würdigung und Dankbarkeit seiner Verdienste die Ehrenbürgerrechte zugesprochen.
In seinem Heimatort ist heute eine Straße nach ihm benannt. 
| Personendaten    | Personendaten                                                        |
| ---------------- | -------------------------------------------------------------------- |
| NAME             | Duss, Friedrich                                                      |
| KURZBESCHREIBUNG | deutscher Unternehmer und Gründer der Friedrich Duss Maschinenfabrik |
| GEBURTSDATUM     | 28. März 1895                                                        |
| GEBURTSORT       | Neubulach                                                            |
| STERBEDATUM      | 12. April 1972                                                       |
| STERBEORT        | Neubulach                                                            |